# Noctua lineata
Noctua lineata là một loài bướm đêm trong họ Noctuidae.